# Rudolf Marx (Verleger)
Rudolf Marx (* 16. November 1899 in Bernburg; † 11. Juli 1990 in Leipzig) war ein deutscher Verleger.
Rudolf Marx studierte Germanistik, Geschichte und Philosophie in Halle und Leipzig. 1924 trat er in den Alfred Kröner Verlag in Leipzig ein, wo er als Redakteur, Lektor und Betreuer von Kröners Taschenausgabe tätig war. 
Am 15. Juni 1937 beantragte er die Aufnahme in die NSDAP und wurde rückwirkend zum 1. Mai desselben Jahres aufgenommen (Mitgliedsnummer 4.529.742). Ebenfalls 1937 wurde er Mitinhaber der im Besitz des Verlegers Wilhelm Klemm befindlichen Dieterich′schen Verlagsbuchhandlung, der auch geschäftsführender Gesellschafter des Kröner Verlags war. Im selben Jahr begannen die beiden die Herausgabe der „Sammlung Dieterich“. Marx war für die verlegerische und redaktionelle Leitung des Verlages zuständig, Klemm für die wirtschaftlichen Belange. Nachdem Klemm 1938 aus der Reichsschrifttumskammer ausgeschlossen worden war und damit Berufsverbot erhalten hatte, übernahm Marx den Verlag formal. Marx geriet jedoch selbst in Schwierigkeiten, da er den Juden Max Heinemann (1882–1944), der bis 1927 Mitbesitzer des Verlages gewesen war, für den Verlag weiterbeschäftigt hatte. In der „Sammlung Dieterich“ erschienen bis 1944 insgesamt 65 Bände, danach musste der Verlag aufgrund der Kriegszerstörungen seine Arbeit einstellen. 
Nachdem er 1946 entnazifiziert worden war, erhielt er am 8. Februar 1947 die Lizenz zur Weiterführung der „Dieterich’schen Verlagsbuchhandlung“ in Leipzig. Wilhelm Klemm war 1945 nach Wiesbaden übergesiedelt und führte den Verlag unter demselben Namen dort ebenfalls weiter; er veröffentlichte dort noch 18 Bände der „Sammlung Dieterich“, musste dann jedoch an den Schünemann Verlag verkaufen. Dieser übernahm dann von Marx in Leipzig teilweise dort erschienene Bände der „Sammlung Dieterich“ in sein Programm. Ende 1977 verließ Marx aus gesundheitlichen Gründen den Verlag, der Teil der Verlagsgruppe Gustav Kiepenheuer Verlag in Leipzig wurde. Bis 1989 erschienen in Leipzig ca. 250 Bände der „Sammlung Dieterich“. 
Marx betätigte sich auch selbst als Lyriker und Autor.